# Tret'jakovskaja
Tret'jakovskaja (in russo Третьяковская?) è una stazione di interscambio della Metropolitana di Mosca, che serve sia la Linea Kalužsko-Rižskaja (numero 6) che la Linea Kalininskaja-Solncevskaja (numero 8). Prende il nome dalla vicina Galleria Statale Tret'jakov.

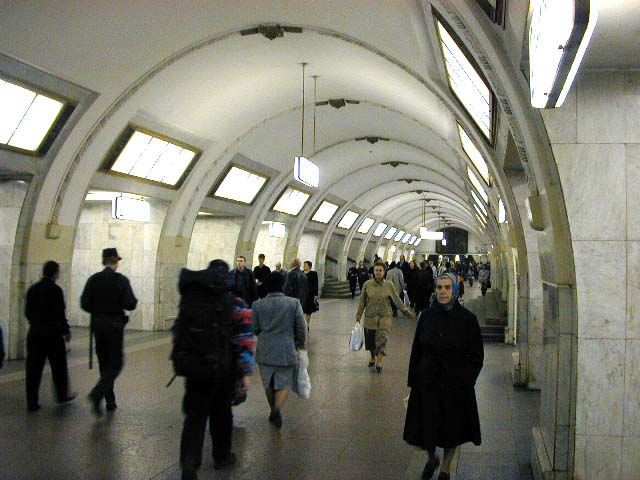
Atrio nord

## Storia
Diversamente da Kitaj-Gorod, che fu costruita appositamente come stazione di interscambio, Tret'jakovskaja operò come stazione normale finché non fu raggiunta dalla linea Kalininskaja nel 1986. In quel momento, fu costruita una seconda banchina e la stazione fu convertita in stazione di interscambio.
La stazione originale aprì il 3 gennaio 1971. Disegnata da V. G. Polikarpova e A. A. Marova, presenta pilastri ricoperti in marmo bianco Koyelga uniti da una cornice continua anch'essa in marmo. Tutti i treni della Linea Kalužsko-Rižskaja si fermarono a questa stazione fino al 1986, quando fu aperta la nuova banchina verso nord. Attualmente, la banchina più vecchia (quella sud) è servita dai treni che procedono verso nord e che terminano a Medvedkovo e Novogireevo.
La banchina (verso sud), è servita da treni che terminano a Tret'jakovskaja e Bitcevskij Park, e fu disegnata da R. I. Pogrebnoy e V. Z. Filippov. Presenta marmi bianchi incurvati separati da pannelli traslucidi che fanno passare la luce fluorescente delle lampade. Le mura sono ricoperte con marmo rosso e sono decorate con una serie di targhe di A. Burganov che ritraggono grandi pittori russi.
Le due banchine sono collegate con un passaggio situato a metà e condividono l'ingresso principale che si trova sul viale Klimentovskij.

## Interscambi
I passeggeri possono effettuare il trasbordo tra le Linee Kalužsko-Rižskaja e Kalininskaja-Solncevskaja in questa stazione, che è anche collegata a Novokuzneckaja tramite passaggi.